# Grammatica o arte de la lengua general de los indios de los reynos del Perú
Grammatica o arte de la lengua general de los indios de los reynos del Perú (Gramàtica o art de la llengua general dels indis dels regnes del Perú) és el primer tractat de lingüística quítxua. Va ser publicat pel sacerdot i missioner espanyol Domingo de Santo Tomás O.P. a Valladolid, Espanya, en 1560.
Segons l'autor, l'obra va ser escrita per a dos propòsits: ensenyar el quítxua a altres missioners perquè ho empressin en l'evangelització del Nou Món i demostrar que els aborígens peruans posseïen una «llengua de civilització», és a dir, que com que la complexitat de la llengua és comparable a altres llengües considerades llavors com a cultes (cas del llatí o del grec) –la qual cosa es busca demostrar al llarg del document–, els indígenes tenien la mateixa capacitat intel·lectual que els europeus.
La varietat quítxua descrita per fra Domingo de Sant Tomàs correspon amb la coneguda actualment com quítxua clàssic en la seva varietat costanera.
Aquesta obra va ser escrita mentre l'autor era cura doctrinero de la parròquia de Santo Domingo de Real Aucallama a la vall de Chancay, actual província de Huaral.